# Edgar Howhannisjan

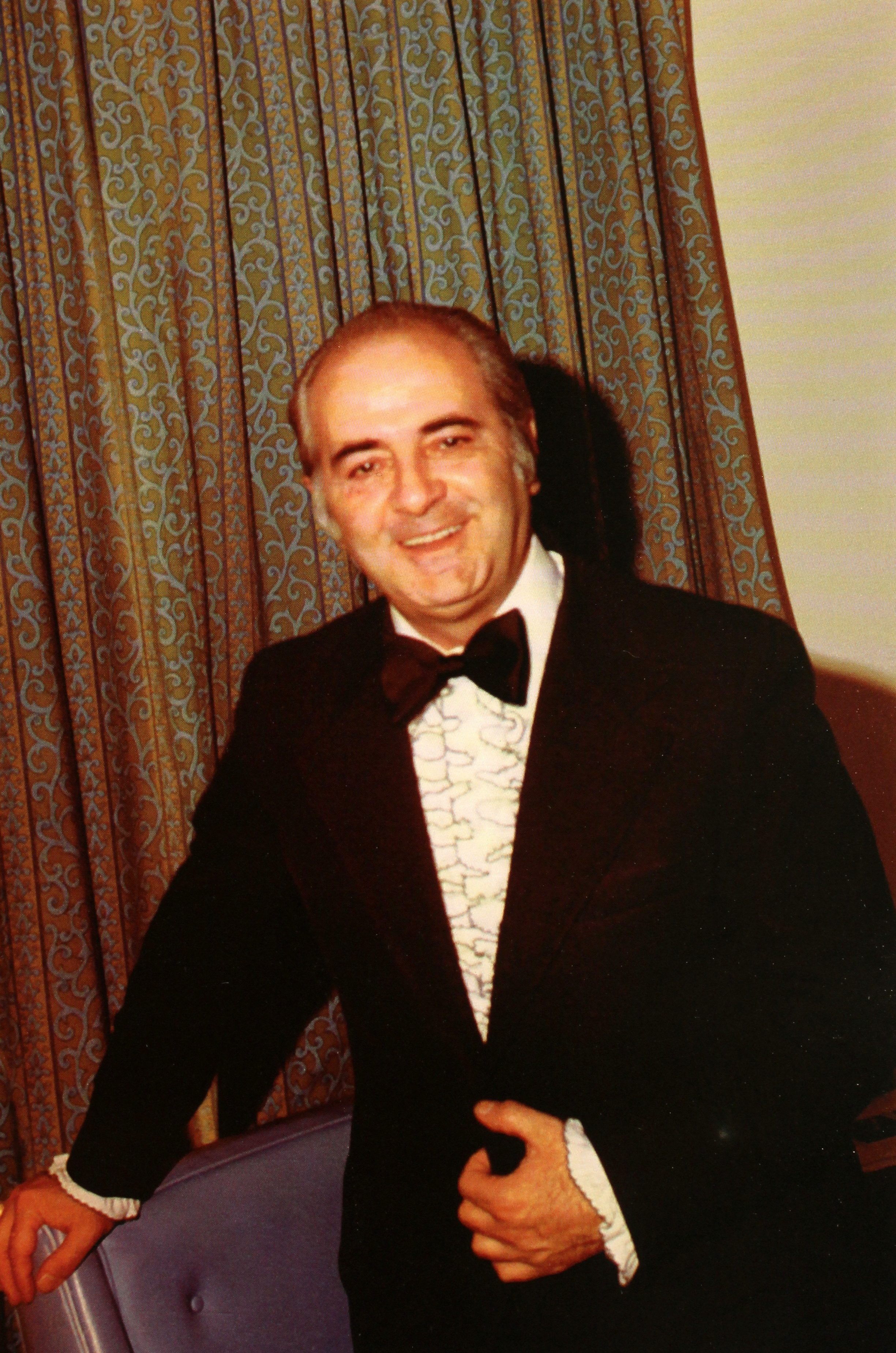
Edgar Howhannisjan

Edgar Sergeyi Howhannisjan, Edgar Sergejewitsch Oganessjan (armenisch Էդգար Սերգեյի Հովհաննիսյան; * 14. Januar 1930 in Jerewan; † 28. Dezember 1998 ebenda) war ein armenischer Komponist.
Nach dem Studium am Komitas-Konservatorium Jerewan ging er nach Moskau, wo er Unterricht bei seinem armenischen Landsmann Aram Chatschaturjan bekam. Nach seiner Rückkehr nach Armenien wurde er Direktor der Staatlichen Oper Jerewan (1962–1968) und Professor am Konservatorium (1958–1998).
In seinen Werken nahm er starken Bezug auf die armenische Geschichte und deren musikalische Traditionen. So verwendete er bereits in der Ersten Symphonie (1957) Melodien des Dichter-Komponisten Grigor Narekatsi aus dem 10. Jahrhundert. Auf Basis von Narekatsis Buch der Trauer schuf er eines seiner Hauptwerke, das Oratorium Grigor Narekatsi.
Außerdem schuf er eine Vielzahl von Ballettkompositionen, darunter Marmar (1957), Antuni (1969), Masquerad (1981) und Jeanne d’Arc (1986). Erfolgreich ist auch sein Barockkonzert für Violine und Streichorchester (1983). Ferner komponierte er die Oper Die Reise nach Erzurum nach Puschkin (1987) und zahlreiche Filmpartituren.
Von 1963 bis 1971 war er Mitglied des Obersten Sowjets der Armenischen SSR.
1998 wurde ihm die Ehrenbürgerschaft der Stadt Jerewan verliehen.